# 施事
施事（agent），也称主事，指句子中主动的、有意识的动作发出者，是语义角色的一种。例如：我愿称你为最强，句中的“我”为施事。施事经常作为主语，但不可与主语混淆。例如：家炸了，句中的“家”为主语，但不是施事。“家”作为“炸”这个动作的承受者，称为受事。

## 词源
這個詞語來自拉丁語動詞agere的現在分詞agens，為「做」（to do）或「使得」（to make），而agentis為「一個人做」。

## 理論
施事通常在被标在名词短语(Noun phrase/NP)当中标识中主动地、有意识地实施谓语中心词的论元上。例如 Jack kicked the ball（杰克踢球），Jack 是施事而 ball 是受事（Patient）。施事常常会和主格重合，但二者不能完全等同。例如日語一般会以主格助词ga 来标记施事论元，但被动句中施事论元会降格为斜格ni。（有时也会出现不标示格的情况，日语称为“裸格”（ハダカ格）。） 现代英语没有标示施事的語法手段，虽然有一类施事词，如 user 或 prosecutor，会加上 -er、-or 等带有施事义的后缀，但也不代表它一定拥有施事语义角色。如 Jack kicked the runner 当中，runner 就是受事而非施事。

## 注脚
1. ↑  Kroeger, Paul. . Cambridge: Cambridge University Press. 2005: 54. ISBN 978-0-521-01653-7.
2. ↑  Dahl, Östen.  (PDF). UNIVERSITY of TARTU, Institute of Estonian and General Linguistics. （原始内容存档 (PDF)于2020-05-19）.
3. ↑  Thomas E. Payne. Summary of Semantic Roles and Grammatical Relations （页面存档备份，存于）, 19 October 2007
4. ↑  Takahashi, Tarou;  et al. . Japan: Hitsuji Shobou. 2010: 27. ISBN 978-4-89476-244-2.